# Швицки Алпи
Швицките Алпи (на немски Schwyzer Alpen) са дял на Алпите, разположен в Швейцария, на територията на кантоните Швиц, Ури и Гларус. Те представляват северно подножие на Гларнските Алпи, което ги поставя по-скоро в групата на Предалпите. От запад ги огражда долината на река Линт, от север - Цюрихското езеро. На изток достигат до Цугското и Фирвалдщетското езеро и до река Ройс. От Гларнските Алпи на юг ги отделя проходът Клаузен.
Швицките Алпи не са така високи както същинските дялове на юг, но също притежават глациогенен релеф със скалисти карлинги, циркуси и трогови долини. Изградени са от терциерни скали, които в много райони са занижени от денудация. В днешно време няма оцелели ледници, но от север районът е ограден от редица ледникови езера - освен изброените, също и Зил, Згериге, Вегиталер Зее, Кльонтал, Лауерцер Зее. Оттук водят началото си голямата река Зил, приток на Лимат, и по-малките реки Лорце и Муота, притоци на Ройс. Те са изцяло във водосборния басейн на Рейн.
Най-високият масив е Глерниш, извисил се над Кльонталското езеро. Тук е първенецът на целия дял - Бехищок (2914 м). Дълъг рид се простира от прохода Клаузен до Фирвалщетското езеро. Увенчан е от връх Виндгелен (2764 м). От прохода Прагел на север продължават три основни била, които постепенно се снижават, докато се изгубват в Швейцарското плато. Най-висок на източното било е връх Брунелищок (2133 м), на средното - Грос Аубриг (1695 м), а на западното - Гросен Митен (1898 м).
Най-развит е пешеходният летен туризъм. Ски спортовете са по-слабо застъпени - има едва пет зимни курорта със 103 лифта и 267 км ски писти. Районът е известен с подземните си богатства. Красиви кварцови кристали, открити в него, се съхраняват в Музея по естествена история в Берн.